# مقاطعة الشمال الشرقي
مقاطعة الشمال الشرقي (بالإنجليزية: North-East District)‏ هي مقاطعة في بوتسوانا، تتبع بوتسوانا، عاصمتها Masunga ‏.

## الموقع
تشترك في الحدود مع:
- المقاطعة المركزية
- فرانسيستاون.